# Flor Peeters (hoogleraar)
Florent Julien Philémon Peeters (Antwerpen, 9 augustus 1909 - Sint-Niklaas, 2 oktober 1989) was een Belgisch hoogleraar, schrijver en politicus. Hij werd bekend als overlevende van het concentratiekamp Sachsenhausen bij Berlijn.

## Loopbaan
Peeters volbracht zijn Grieks-Latijnse humaniora aan het Koninklijk Atheneum in Antwerpen en aan het Sint-Jozefscollege in Turnhout. Aan de Katholieke Universiteit Leuven verwierf hij de graden van doctor in de klassieke filologie, van baccalaureus in de thomistische wijsbegeerte en van kandidaat in de wijsbegeerte (Groep A). Voor de middenjury verwierf hij de graden van doctor in de wijsbegeerte en van kandidaat in de rechten.
In september 1934 werd hij leraar oude talen aan het atheneum in Sint-Niklaas.

## Gevangenschap
Als fervent en dogmatisch katholiek gaf Flor Peeters eind jaren 1930 al kritiek op het nazi-regime in Duitsland. In mei 1940 werd hij op last van de Duitse bezetter ontslagen. Na de Duitse bezetting van België werd hij in september 1941 door de Sicherheitsdienst gearresteerd en sedert januari 1942 werd hij opgesloten in verschillende gevangenissen, waarvan de laatste 40 maanden in het werk- en uithongeringskamp Sachsenhausen.
Na de oorlog schreef hij een boek over zijn belevenissen daar en over de dodenmars na de opheffing van het kamp en het te voet naar andere kampen trekken. Als conservatief en ultramontaans katholiek was hij hierin niet enkel scherp voor de SS en de nazi's, maar ook voor zijn communistische medegevangenen. Dit boek verscheen voor het eerst in 1946 onder de titel 40 Maanden Oraniënburg. Het werd in 2020 heruitgegeven als Mijn triomf van de wil.

## Latere loopbaan
Zwaar gehavend teruggekeerd werd hij, na herstel, in januari 1946 benoemd tot docent aan de Rijksuniversiteit Gent en in november 1949 tot gewoon hoogleraar aan dezelfde universiteit. Hij doceerde Geschiedenis van de politieke Leerstelsels, Ontstaan der voornaamste staten en hun ontwikkeling gedurende de moderne tijden en Diplomatieke Stijl. Hij was ook gastprofessor aan de universiteiten van Braunschweig, Frankfurt, Hannover, Elisabethstad en Usumbura.
Hij was, als lid van de CVP, kabinetsattaché bij het Ministerie van Oorlogsslachtoffers. Van 1946 tot 1952 was hij schepen van Sint-Niklaas.

## Privé
Florent Peeters trouwde met Helena Luyten (1909-1998). Ze hadden vijf kinderen, onder wie Bruno (°1939), later CVP-schepen van Ekeren en gemeenteraadslid van Antwerpen, en Leopold (°1940), die uitweek naar Zuid-Afrika en er een academische loopbaan uitbouwde.

## Publicaties
- Eigendomsrecht en recht op eigendom, Beyaert, Brugge, doctoraatsverhandeling in de Wijsbegeerte, 1936.
- Het Bruine Bolsjewisme. Over de Kerkvervolging in het Derde Rijk, Antwerpen, 1938.
- Verzamelde opstellen over het Nationaalsocialisme, 1946.
- Veertig maanden Oraniënburg, Herinneringen aan het Kampleven, 1946.
- Diplomatieke Stijl, gestendileerde cursus, Standaard-Boekhandel, 1956.
- Mijn triomf van de wil, met noten en commentaren van Lukas De Vos (Lannoo, Tielt, 2020, ISBN 978 94 0146 018 7) (heruitgave van Veertig maanden Oraniënburg).
- Zeer talrijke bijdragen in tijdschriften en verzamelwerken.